# Julia Ciupka
Julia Ciupka née le 1er novembre 1991 à Mönchengladbach, est une joueuse de hockey sur gazon allemande. Elle évolue au poste de gardienne de but au Rot-Weiss Köln et avec l'équipe nationale allemande.
Elle a participé à la Coupe du monde 2018 et aux Jeux olympiques d'été de 2020.

## Carrière

### Coupe du monde
- Top 8 : 2018

### Championnat d'Europe
- : 2019, 2021

### Jeux olympiques
- Top 8 : 2020